# France aux Jeux olympiques d'hiver de 1984
Cet article contient des informations sur la participation et les résultats de la France aux Jeux olympiques d'hiver de 1984 à Sarajevo en Yougoslavie. Depuis 1992, la ville est la capitale de la Bosnie-Herzégovine.
L'équipe de France olympique  a remporté 3 médailles (1 en argent et 2 en bronze), se situant à la 13e place des nations au tableau des médailles.

## Bilan général
| Place | Sport     | Médaille d'or, Jeux olympiques | Médaille d'argent, Jeux olympiques | Médaille de bronze, Jeux olympiques | Total |
| ----- | --------- | ------------------------------ | ---------------------------------- | ----------------------------------- | ----- |
| 1     | Ski alpin | 0                              | 1                                  | 2                                   | 3     |
| Total | Total     | 0                              | 1                                  | 2                                   | 3     |

## Liste des médaillés français

### Médailles d'or
| Sport              | Discipline | Sportifs | Performance |
| Médailles d'or : 0 |            |          |             |

### Médailles d'argent
| Sport                  | Discipline | Sportifs      | Performance |
| Médailles d'argent : 1 |            |               |             |
| Ski alpin              | Slalom (F) | Perrine Pelen |             |

### Médailles de bronze
| Sport                   | Discipline       | Sportifs      | Performance |
| Médailles de bronze : 2 |                  |               |             |
| Ski alpin               | Slalom (H)       | Didier Bouvet |             |
| Ski alpin               | Slalom géant (F) | Perrine Pelen |             |

## Engagés français par sport
La liste des engagés comptait au total 32 athlètes.
| Sport               | Engagés | /       | Age                                                                          | Performance |
| Ski alpin           | Perrine Pelen Carole Merle Christelle Guignard Anne-Flore Rey Fabienne Serrat Marie-Luce Waldmeier Élisabeth Chaud Caroline Attia Didier Bouvet Franck Piccard Michel Vion Michel Canac Yves Tavernier (skieur) Philippe Verneret | F F H H | 23 ans 20 ans 21 ans 22 ans 27 ans 23 ans 22 ans 19 ans 24 ans 27 ans 21 ans | Slalom Géant : Médaille de Bronze / Slalom : Médaille d'argent · Slalom Géant : 11e Place / Slalom : 16e Place · Slalom : NC · Slalom Géant : 10e Place / Slalom : NC · Slalom Géant : NC · Descente : 20e Place · Descente: NC · Descente : 15e Place · Slalom Géant : 14e Place / Slalom : Médaille de Bronze · Slalom Géant : NC / Descente : 20e Place · Slalom Géant : NC / Slalom : NC / Descente : 25e Place · Slalom : NC · Slalom Géant: 16e Place · Descente : 29e Place · |
| Ski de fond         | Dominique Locatelli Jean-Denis Jaussaud | H H     | 23 ans 21 ans                                                                | 15 km: 31e Place / 30 km: 18e Place / 50 km: 28e Place 15 km: 44e Place / 30 km: 42e Place |
| Saut à ski          | Gérard Colin | H       | 25 ans                                                                       | Tremplin normal: 15e Place / Grand tremplin 32e Place |
| Biathlon            | Yvon Mougel Francis Mougel Éric Claudon Christian Poirot | H H H   | 28 ans 23 ans 22 ans 27 ans                                                  | 10 km Sprint: 6e Place / 20 km: 4e Place / Relais 4*7,5 km: 9e Place 10 km Sprint: 27e Place / 20 km: 21e Place / Relais 4*7,5 km: 9e Place 10 km Sprint: 28e Place / Relais 4*7,5 km: 9e Place 20 km: 23e Place / Relais 4*7,5 km: 9e Place |
| Patinage artistique | Jean-Christophe Simond Laurent Depouilly Pierre Béchu Agnès Gosselin Nathalie Hervé | H H F F | 23 ans 20 ans 24 ans 16 ans 20 ans                                           | Concours messieurs : 6e Place Concours messieurs : 15e Place Concours mixte : 14e Place Concours dames : 18e Place Concours mixte : 14e Place |
| Patinage de vitesse | Hans van Helden Jean-Noël Fagot | H H     | 35 ans 25 ans                                                                | 500 mètres hommes : 24e Place / 1000 mètres hommes : 18e Place / 1500 mètres hommes : 4e Place 5000 mètres hommes : 11e Place / 10000 mètres hommes : 25e Place 5000 mètres hommes : 31e Place / 10000 mètres hommes : 31e Place |
| Bobsleigh           | Gérard Christaud-Pipola Philippe Aurox Philippe Stott Patrick Lachaud | H H H   | 36 ans 26 ans 29 ans                                                         | Bob à 4: 13e Place / Bob à 2: NC Bob à 4: 13e Place Bob à 4: 13e Place Bob à 4: 13e Place / Bob à 2: NC |